# Schienenverkehr in Montenegro

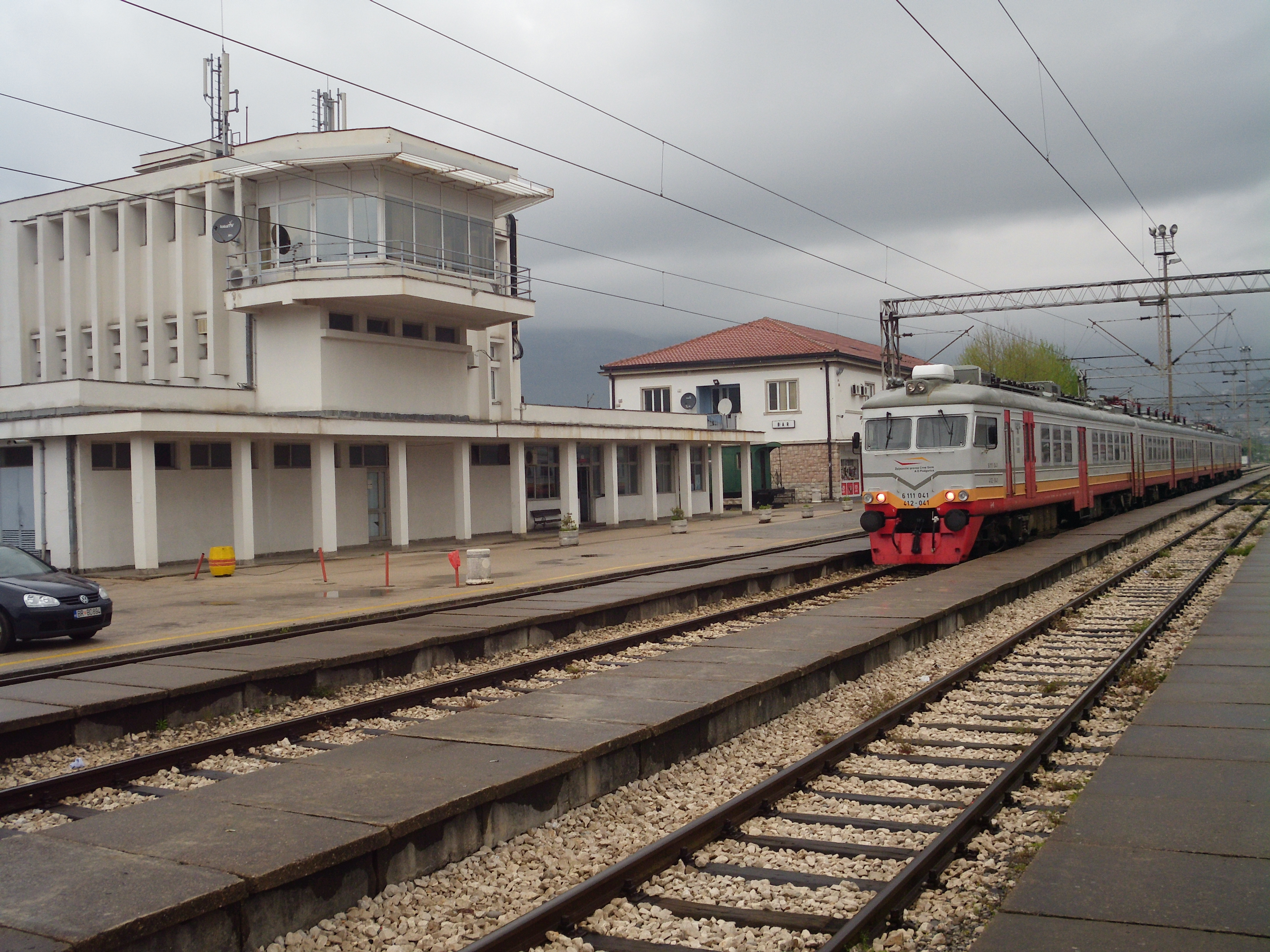
Bahnhof Bar mit Nahverkehrstriebwagen

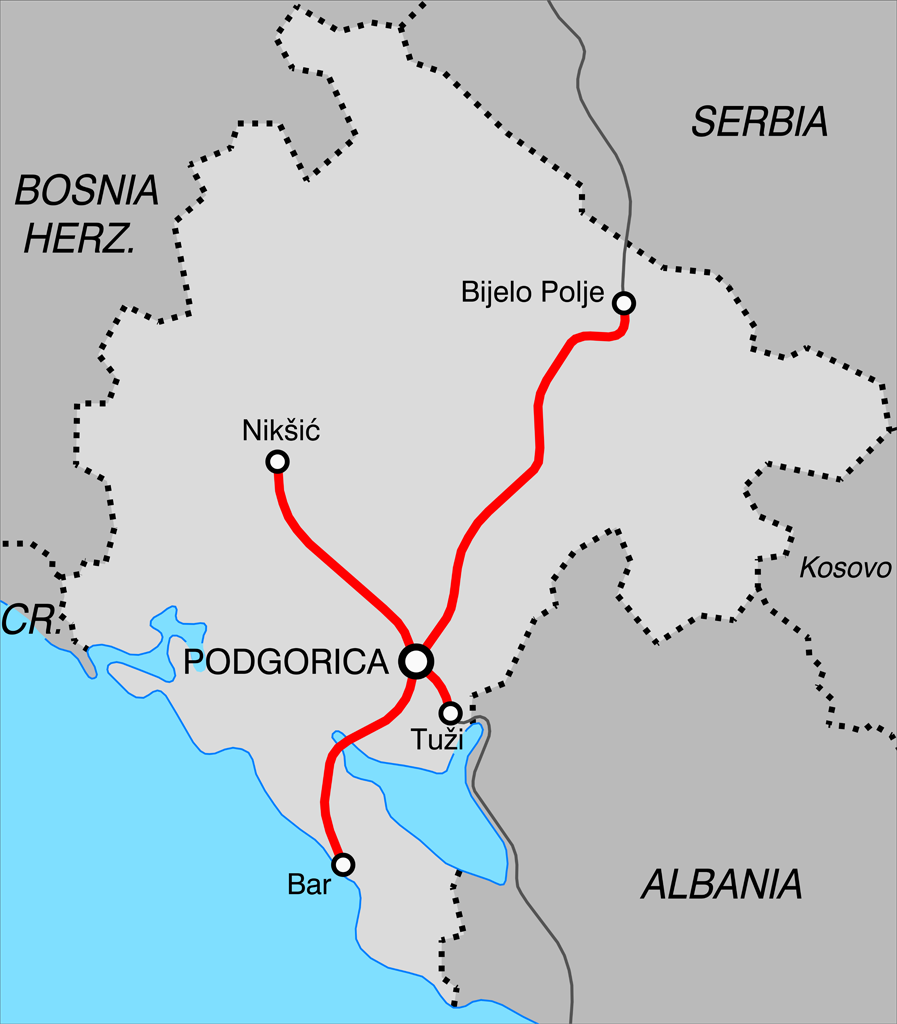
Schienennetz von Montenegro

Der Schienenverkehr in Montenegro ist beim Zerfall der SFRJ aus der Jugoslawischen Eisenbahn hervorgegangen. Ursprünglich war es ein vertikal organisierter Staatskonzern mit dem Namen Željeznica Crne Gore (ŽCG, kyrillisch Жељезница Црне Горе), der 2008 in zwei Teilgesellschaften aufgeteilt wurde. Im Jahre 2011 wurden zwei weitere Teilbereiche ausgegliedert, sodass insgesamt vier Einzelgesellschaften entstanden:
- das Eisenbahninfrastrukturunternehmen Željeznička infrastruktura Crne Gore,
- das Eisenbahnverkehrsunternehmen Željeznički prevoz Crne Gore für den Schienenpersonenverkehr,
- das Eisenbahnverkehrsunternehmen Montecargo für den Schienengüterverkehr und
- für die Wartung der Schienenfahrzeuge Održavanje željezničkih voznih sredstava.

Der gemeinsame Firmensitz aller vier Einzelunternehmen befindet sich in Podgorica, der Hauptstadt Montenegros. Organisatorisch unterstehen sie dem Direktorat für Eisenbahn im Ministerium für Transport und Marineangelegenheiten Montenegros. Montenegro ist ein assoziiertes Mitglied des Internationalen Eisenbahnverbands (UIC). Der UIC-Ländercode für Montenegro ist 62.

## Geschichte
Die Antivari-Bahn war die erste Bahnstrecke Montenegros, eine Schmalspurbahn in der Spurweite von 750 mm. Sie ging 1908 in Betrieb und verkehrte zwischen Bar (Italienisch: „Antivari“) an der Adria und Virpazar am Skutarisee. 1960 wurde sie stillgelegt.
Zwei weitere schmalspurige Bahnanschlüsse bestanden an die Dalmatinerbahn, zum einen seit 1901 nach Zelenika (stillgelegt 1968), zum anderen führte seit 1938 von Trebinje (Bosnien und Herzegowina) ein zweiter Ast nach Nikšić, der 1948 bis Podgorica verlängert wurde.
Nach der Unabhängigkeit Montenegros von der Föderation Serbien und Montenegro 2006 wurde die Aktiengesellschaft Željeznica Crne Gore, kyrillisch: Жељезница Црне Горе (ŽCG), deutsch: Eisenbahn von Montenegro, aus den von der Železnice Srbije, der Serbischen Staatsbahn, übernommenen Immobilien und dem Material als staatliches Unternehmen gegründet. Die Eisenbahn in Montenegro litt seit dem Zerfall Jugoslawiens in den 1990er Jahren deutlich an Unterfinanzierung, was zur Vernachlässigung der Infrastruktur und Betriebssicherheitsproblemen führte. Dies fand seinen Höhepunkt 2006 im Eisenbahnunfall von Bioče, als aufgrund eines Bremsdefekts ein Triebwagen entgleiste und 47 Menschen starben.
Im Jahr 2008 wurde das Unternehmen unter Berücksichtigung der von der EU verabschiedeten Richtlinie zur Liberalisierung des europäischen Eisenbahnmarktes in zwei Einzelunternehmen aufgeteilt:
- Željeznička infrastruktura Crne Gore (ŽICG) für die Eisenbahninfrastruktur,
- Željeznički prevoz Crne Gore (ŽPCG) für den Personenverkehr.

Im Jahr 2011 wurde auf der 5. außerordentlichen Aktionärsversammlung eine weitere Segmentierung beschlossen. Das führte zur Umstrukturierung mit der Gründung von zwei neuen Unternehmen
- Montecargo AD für den Schienengüterverkehr und
- Održavanje željezničkih voznih sredstava (OŽVS) für die Wartung der Schienenfahrzeuge.

Die neu gegründeten Unternehmen wurden ab 2014 teilweise privatisiert.

## Eisenbahninfrastrukturunternehmen
Das Eisenbahninfrastrukturunternehmen Željeznička infrastruktura Crne Gore (ŽICG АD, kyrillisch: Железничка инфраструктура Црне Горе, ЖИЦГ АД) ist eine Aktiengesellschaft zur Verwaltung und Wartung der Infrastruktur der Eisenbahn in Montenegro. Der Staat hält eine Aktienmehrheit von 72 %.

### Schienennetz
Das Gesamtnetz ist 250 Kilometer lang und hat auf seiner gesamten Länge Normalspur, 225 Kilometer davon sind mit 25 kV, 50 Hz Wechselstrom elektrifiziert. Fast 58 Kilometer der Strecken befinden sich in 121 Tunneln. Außerdem gibt es 120 Brücken, neun Galerien und 440 Durchlässe.
Das Netz besteht aus drei Eisenbahnlinien, die in der Hauptstadt Podgorica als Knotenpunkt des sternförmig aufgebauten montenegrinischen Eisenbahnnetzes zusammenlaufen.
- Die Bahnstrecke Belgrad–Bar ist das Rückgrat des montenegrinischen Eisenbahnnetzes. Sie wurde 1976 eröffnet und war damals eine hochmoderne Eisenbahnstrecke mit Besonderheiten wie dem Mala-Rijeka-Viadukt, dem höchsten Eisenbahnviadukt in Europa, und dem 6,2 Kilometer langen Sozina-Tunnel. Etwa ein Drittel des montenegrinischen Teils der Bahnstrecke verläuft in einem Tunnel oder auf einem Viadukt. Es ist die erste Eisenbahnstrecke in Montenegro, die vollständig elektrifiziert wurde. In den 1990er Jahren litt die Bahn unter chronischer Unterfinanzierung, was dazu führte, dass sie sich verschlechterte und unsicher wurde. Dies gipfelte 2006 in der Zugkatastrophe von Bioče, als ein Personenzug entgleiste und 47 Fahrgäste ums Leben kamen. Es werden Anstrengungen unternommen, um die Bahnstrecke gründlich zu sanieren, wobei der nördliche Teil der Strecke bereits generalüberholt wurde. Die Europäische Investitionsbank (EIB) hat im Januar 2023 zugesagt, 76 Mio. EUR für die Instandsetzung der Bahnstrecke Bar – Podgorica – Vrbnica bereitzustellen[9].

- Die Eisenbahnstrecke Nikšić–Podgorica (56,6 Kilometer lang) wurde 1948 als Schmalspurbahn gebaut und 1965 auf Normalspur umgerüstet. Seit 1992 wurde sie zunächst ausschließlich für den Güterverkehr genutzt, insbesondere für den Transport von Bauxit von der Mine in Nikšić zum Aluminiumwerk in Podgorica, wobei die Höchstgeschwindigkeit auf der Strecke auf 30 km/h reduziert war. Im Zeitraum von 2006 bis 2012 wurde die Bahnstrecke grundlegend erneuert und elektrifiziert und der Personenverkehr wieder aufgenommen. Die Fahrgeschwindigkeiten auf dieser Strecke liegen nun im Bereich von 75 bis 100 km/h.

- Die Bahnstrecke Podgorica–Shkodra, die Anschluss nach Tirana hat, wird seit ihrer Inbetriebnahme 1986 ausschließlich für den Güterverkehr genutzt. Streckenabschnitte in Albanien wurden während des Lotterieaufstandes 1997 beschädigt, aber die Verbindung wurde 2002 wiederhergestellt. Es gibt Pläne, die Bahnstrecke wieder aufzubauen und für den Personenverkehr zuzulassen, da sie sowohl für Montenegro als auch für Albanien wichtig ist.

### Eisenbahnverbindungen mit den Nachbarländern
Montenegro hat nur eine Eisenbahnverbindung für den Personenverkehr mit Serbien. Die Verbindung mit Albanien wird nur für den Güterverkehr genutzt, obwohl die EU seit 2022 eine zweite Eisenbahnroute plant, welche die beiden Länder und ihre Häfen in Bar und Durrës innerhalb von fünf Jahren an das EU-Schienennetz anschließen soll. Seit dem Zerfall Jugoslawiens gibt es derzeit keine Eisenbahnverbindungen mit den Nachbarländern Bosnien und Herzegowina und Kroatien.

## Eisenbahnverkehrsunternehmen

### Personenverkehr
Der Eisenbahnverkehr in Montenegro wird durch die Aktiengesellschaft Željeznički prevoz Crne Gore (ŽPCG АD, kyrillisch: Жељезнички превоз Црне Горе) organisiert, die den Personenverkehr in Montenegro sowie den Betrieb der Schienenfahrzeuge übernimmt. Der montenegrinische Staat hält eine Aktienmehrheit von 89,2 %.

### Güterverkehr
Die Montecargo (Montecargo AD, kyrillisch: Монтецарго АД) ist eine Aktiengesellschaft, die den Güterverkehr innerhalb Montenegros abwickelt und den Betrieb der montenegrinischen Güterwaggons und Güterlokomotiven übernimmt. Der montenegrinische Staat hält eine Aktienmehrheit von 87 %.
Der Schienenfahrzeugpark von Montecargo besteht aus 17 Lokomotiven und 713 Güterwagen:
- 8 Lokomotiven der Baureihe JŽ 461
- 3 Lokomotiven der Baureihe JŽ 661
- 4 Lokomotiven der Baureihe JŽ 644
- 2 Lokomotiven der Baureihe JŽ 744 (beide inaktiv)

### Schienenfahrzeuginstandhaltung
Die Instandhaltung von Schienenfahrzeugen wird durch die Aktiengesellschaft Održavanje željezničkih voznih sredstava (OŽVS, kyrillisch: Одржавање жељезничких возних средстава, ОЖВС) durchgeführt. Sie ist für die Instandhaltung der montenegrinischen Personen- und Güterwagen zuständig. Bis 2011 waren diese Tätigkeiten Teil des Eisenbahnverkehrsunternehmens von Montenegro, wurde dann in eine eigenständige Firma ausgegliedert.

Aktuelle Schienenfahrzeuge in Montenegro
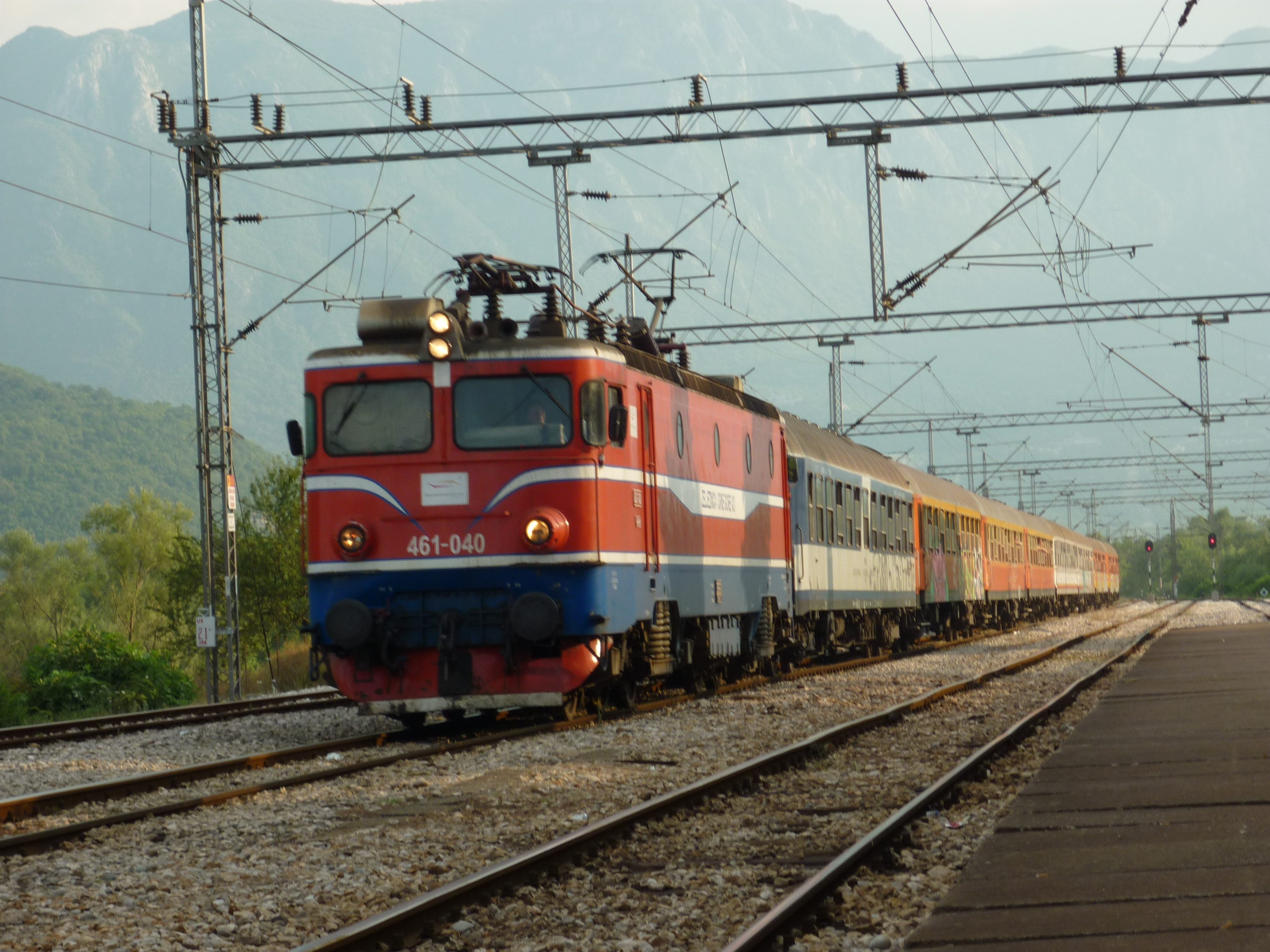
JŽ-Baureihe 461 bei der Durchfahrt durch Virpazar auf der Bahnstrecke Belgrad-Bar.
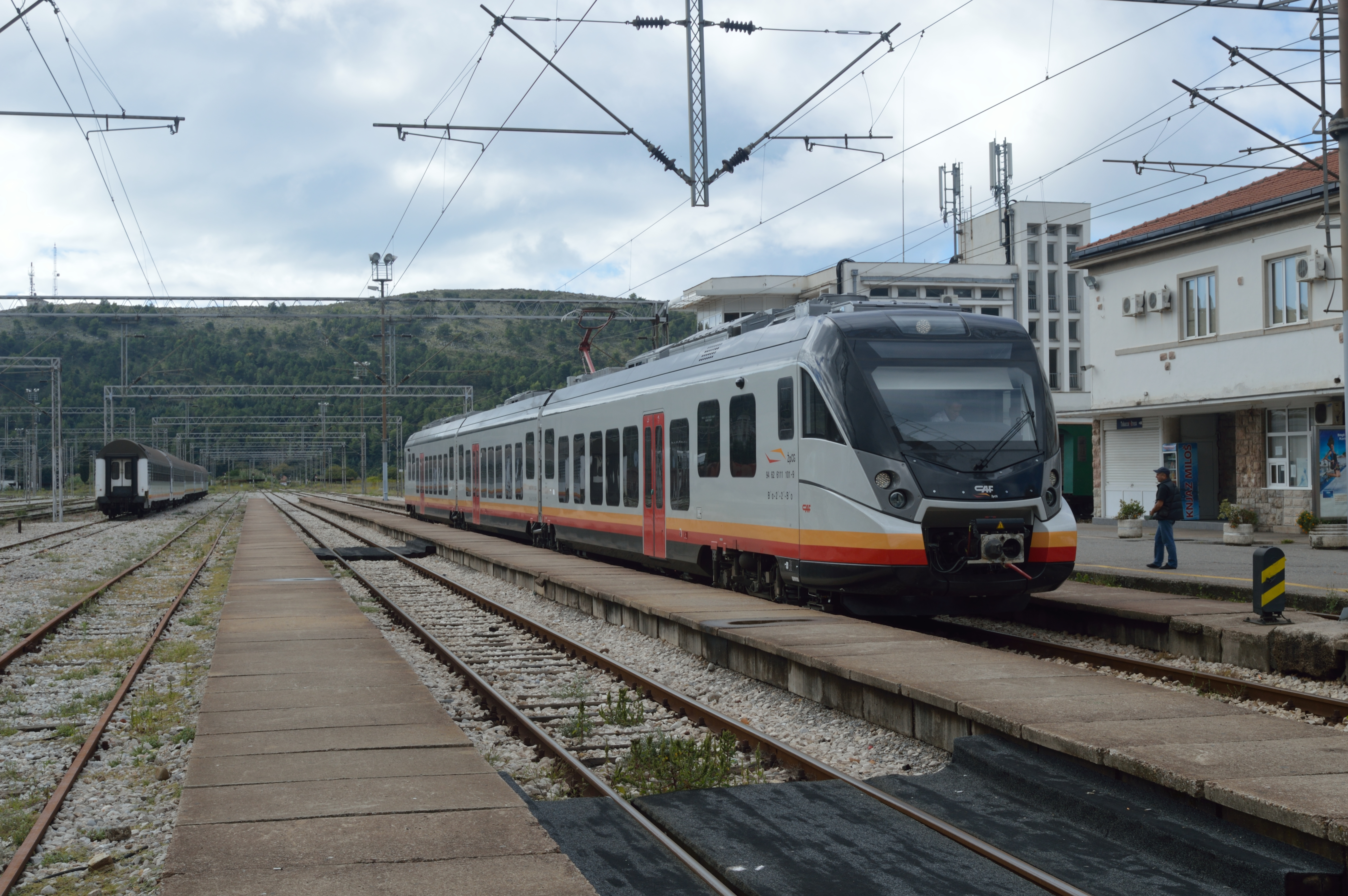
CAF Civity Serie 6111 EMU am Bahnhof Bar.
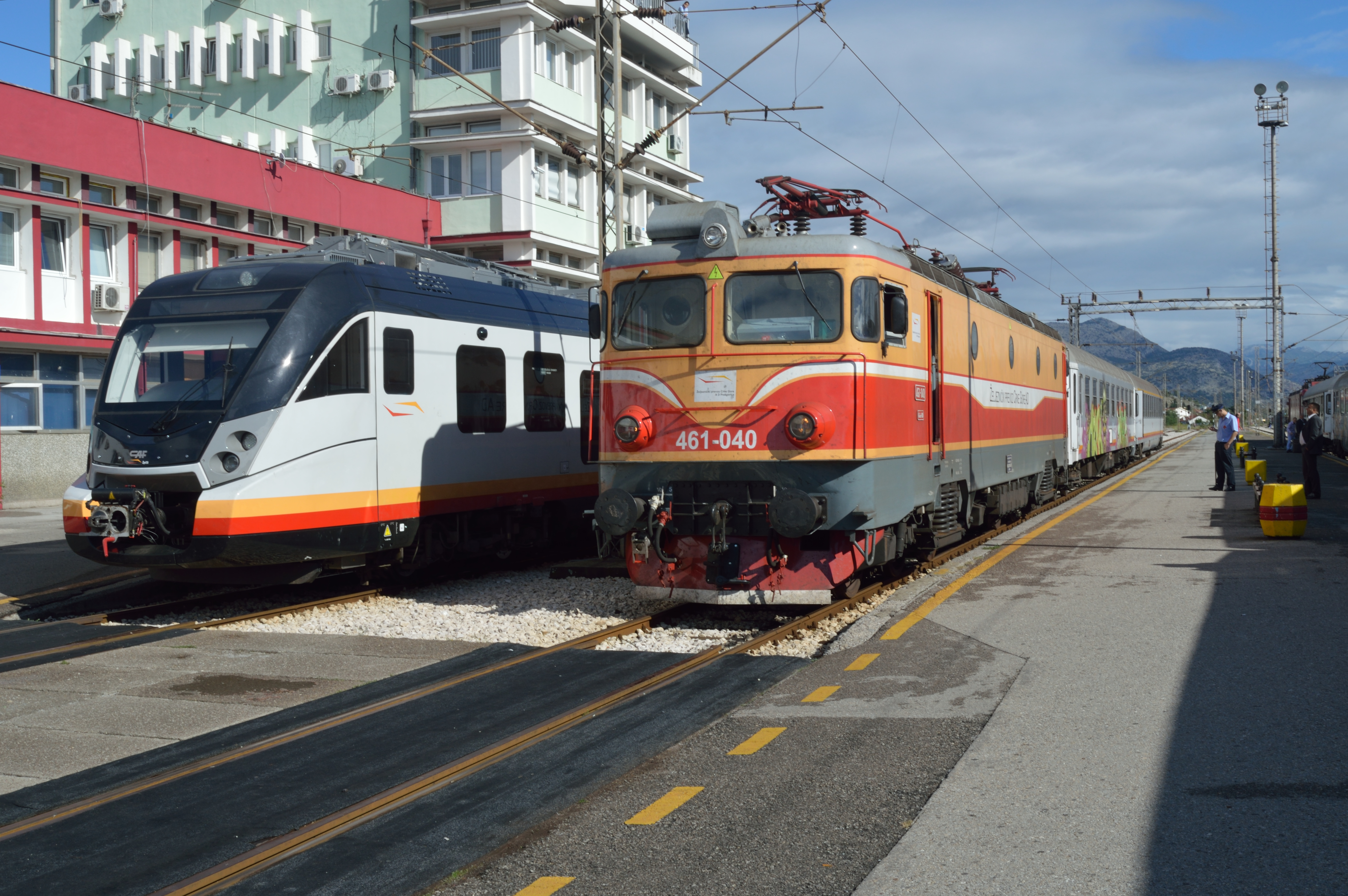
Neuere CAF Civity neben Personenzug gezogen durch ältere Lok der JŽ-Baureihe 461.
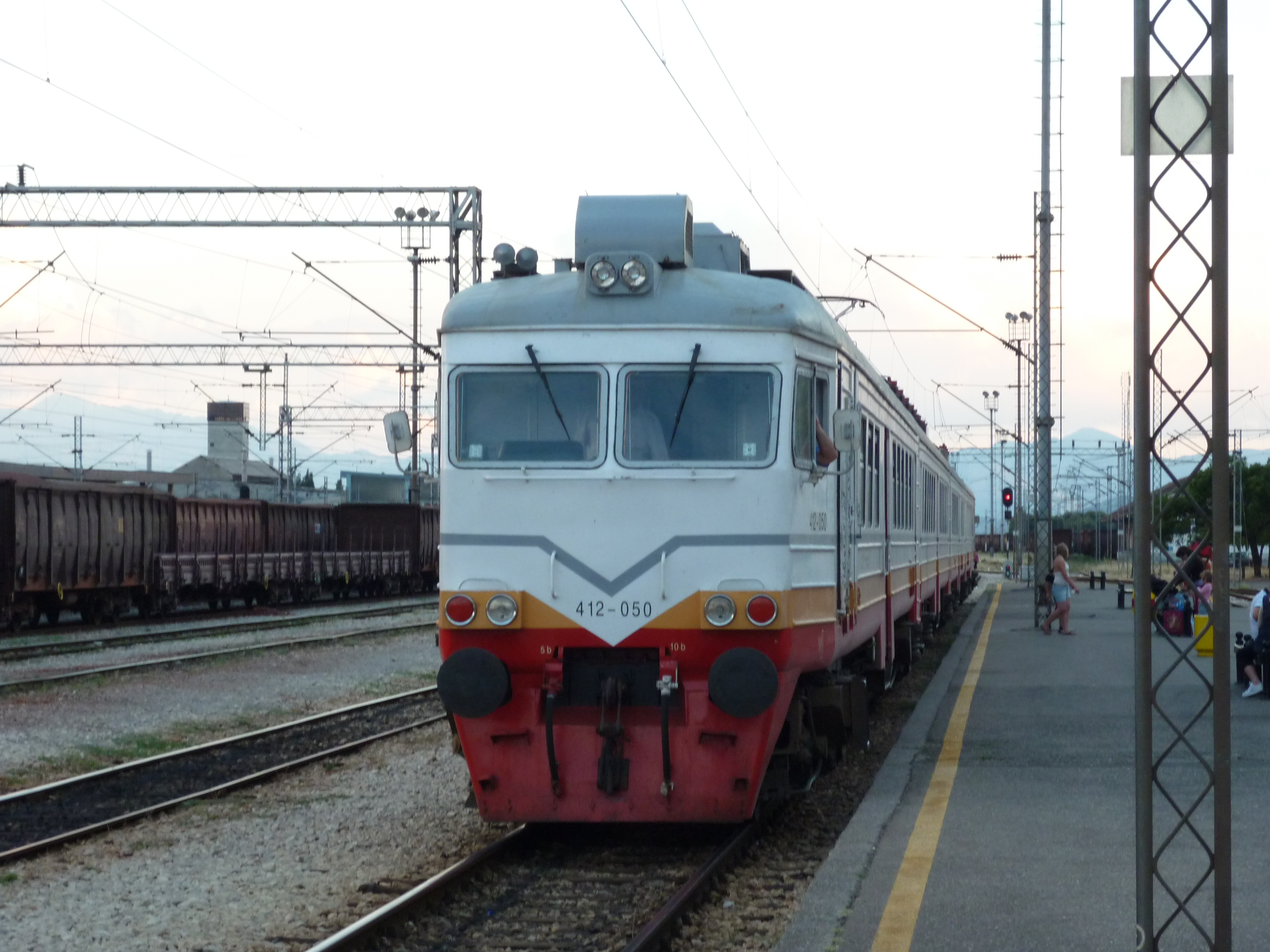
Triebwagen Baureihe 412/416 der ŽPCG in neuer Lackierung im Bahnhof Podgorica.
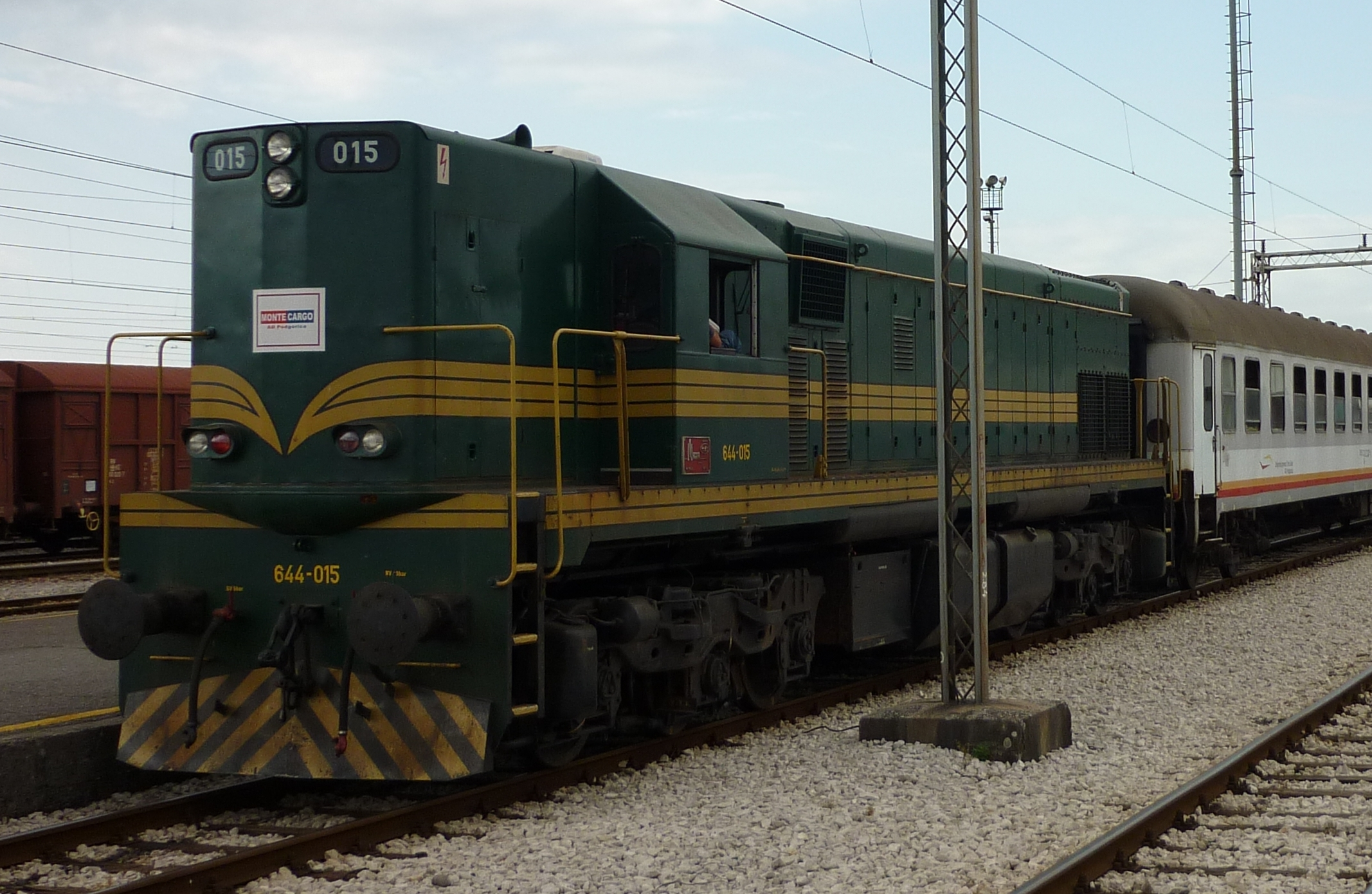
Lok der Baureihe 644-015 der Montecargo AG beim Rangieren im Bahnhof Podgorica.

## Montenegrinische Eisenbahn in der Fiktion
Im James-Bond-Film Casino Royale (2006) reist der Protagonist mit der Eisenbahn Montenegros. Dabei wird ein Pendolino-Neigezug der Tschechischen Bahnen (ČD) gezeigt.